# Lukusashi
Der Lukusashi ist ein Nebenfluss des Lunsemfwa in der Zentralprovinz von Sambia.

## Verlauf
Der Fluss hat seine Quellen im Muchinga-Gebirge, etwa 50 Kilometer südwestlich von Serenje, im Distrikt Serenje, an der Grenze zur Demokratischen Republik Kongo. Er fließt zunächst in östliche Richtung. Nach weniger als 100 Kilometer schwenkt er nach südwest. Er verlässt die Zentralprovinz und durchquert ein Stück der Ostprovinz, um im Anschluss, bis zu seiner Mündung, die Grenze zwischen Luano und Nyimba Distrikt, also zwischen Zentral- und Ostprovinz zu bilden. Gemeinsam mit seinem Hauptfluss Lunsemfwa im Luanotal, stellt er den mächtigsten Nebenfluss des Luangwa dar. Beide führen ganzjährig Wasser und steigen nach Regenfällen um über fünf Meter an.
Da der Südluangwa-Nationalpark etwa 40 Kilometer östlich, also in mittelbarer Nähe ist, sind Wildtiere aller Art an seinen Ufern und im Wasser zu finden.

## Hydrometrie
Die Abflussmenge des Lukusashi wurde an der Mündung, zwischen 1963 und 1992 in m³/s gemessen.